# شوتو كيتاغاوا
شوتو كيتاغاوا (باليابانية: 北川 柊斗) (مواليد 1 يونيو 1995) هو لاعب كرة قدم ياباني.

## وصلات خارجية
- شوتو كيتاغاوا على موقع رابطة كرة القدم اليابانية للمحترفين (اليابانية)
- شوتو كيتاغاوا على موقع قاعدة بيانات كرة القدم.إي يو (الإنجليزية)
- شوتو كيتاغاوا على موقع Soccerway.com (الإنجليزية)
- شوتو كيتاغاوا على موقع عالم كرة القدم.نت (الإنجليزية)